# Utricularia regia
Utricularia regia — вид рослин із родини пухирникових (Lentibulariaceae).

## Етимологія
Епітет regia вказує на малюнок корони на нижній губі віночка.

## Біоморфологічна характеристика
Однорічник. Він схожий на U. hintonii та U. petersoniae, але його легко відрізнити від цих видів за незвичайним 4-лопатевим поділом верхньої віночкової губи та унікальним колірним малюнком. Росте в сезон дощів і цвіте з вересня по жовтень, плодоносить з жовтня до початку листопада.

## Середовище проживання
Ендемік пд.зх. Мексики — Герреро, Оахака.
Росте серед скель з мохами та селагінеллами в соснових лісах на висотах від 1650 м до 1900 метрів.